# Komórka Schwanna

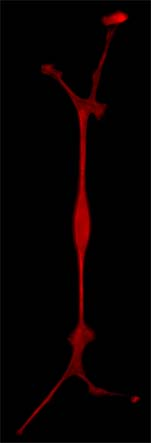
Komórka Schwanna z hodowli komórkowej

Porównanie włókna nerwowego bezrdzennego (z osłonką Schwanna) i rdzennego (z osłonką mielinową).

Budowa neuronu, połączenia i synapsa

Komórka Schwanna, także lemocyt, lemmocyt – komórka glejowa obwodowego układu nerwowego występująca w zespołach.

## Osłonka wewnętrzna (mielinowa)
We włóknach nerwowych rdzennych (tzw. białych) komórki Schwanna tworzą wzdłuż aksonów osłonkę mielinową ze swojej błony komórkowej przez wielokrotne owinięcie się jednej komórki wokół fragmentu aksonu długości 50 μm–1 mm. Osłonka ta spełnia funkcję ochronną dla aksonu, ale przede wszystkim zwiększa tempo przewodzenia impulsów nerwowych (dzięki przewężeniom Ranviera).

## Osłonka zewnętrzna (Schwanna)
We włóknach bezrdzennych (szarych) osłonka Schwanna (neurolemma, neurylemma) powstaje jedynie przez okrycie aksonu protoplazmą komórki Schwanna ("zatopienie" włókna w cytoplazmie). Jedna osłonka pokrywa kilka z nich. Cytoplazma komórki Schwanna wiąże aksony razem ale nie pozwala im się dotykać.

## Rodzaje
- mielinujące komórki Schwanna
- niemielinujące komórki Schwanna – jedna komórka Schwanna otacza kilka cienkich aksonów
- końcowe komórki Schwanna (perysynaptyczne) – otaczają połączenia nerwowo-mięśniowe; mogą odbierać informacje i kontrolować ich przepływ[2]